# Notum (côn trùng)

Ở ong thợ, phần ngực (thorax) có các tấm họp thành notum.

Notum là phần lưng thuộc các đốt ngực của côn trùng, hoặc là mặt lưng thuộc cơ thể nhóm chân bụng (gastropoda). Từ này đọc theo tiếng Latinh là "nô-tum"; phát âm IPA: /nəʊtʌm/ hoặc /ˈnō-təm/, số nhiều của từ này là nota (/ˈnō-tə/).
Từ này được sử dụng trong côn trùng học, khi nghiên cứu về côn trùng và trong nhuyễn thể học nghiên cứu về động vật thân mềm không vỏ. Từ "notum" luôn áp dụng cho các cấu trúc mặt lưng (ở phía trên) của các động vật này, nghịch nghĩa với cấu trúc mặt bụng (ở phía dưới).
Thuật ngữ này được cho là xuất hiện từ năm 1877 theo nội hàm nói trên. Từ này được sử dụng trong côn trùng học, cũng như trong nhuyễn thể học nghiên cứu động vật thân mềm. Trong phân loại học, từ này được sử dụng để mô tả phần sau cơ thể của nhóm động vật chân bụng sống dưới biển, không có vỏ, được gọi là hải sâm.

## Ở côn trùng
Notum là phần lưng của đoạn ngực. Đoạn ngực (thoracic) thường gồm ba đốt ngực, có alinotum mang cánh trước và postnotom mang cánh sau. Chức năng chính của chúng là nơi gắn kết các cơ dọc lưng và phát triển mạnh nhất ở các loài côn trùng thường xuyên phải bay. Đoạn notum ứng với đốt ngực thứ nhất được gọi là pronotum, ứng với đốt ngực thứ hai được gọi là mesonotum, còn metanotum là thứ ba (xem hình đầu trang).

## Ở chân bụng

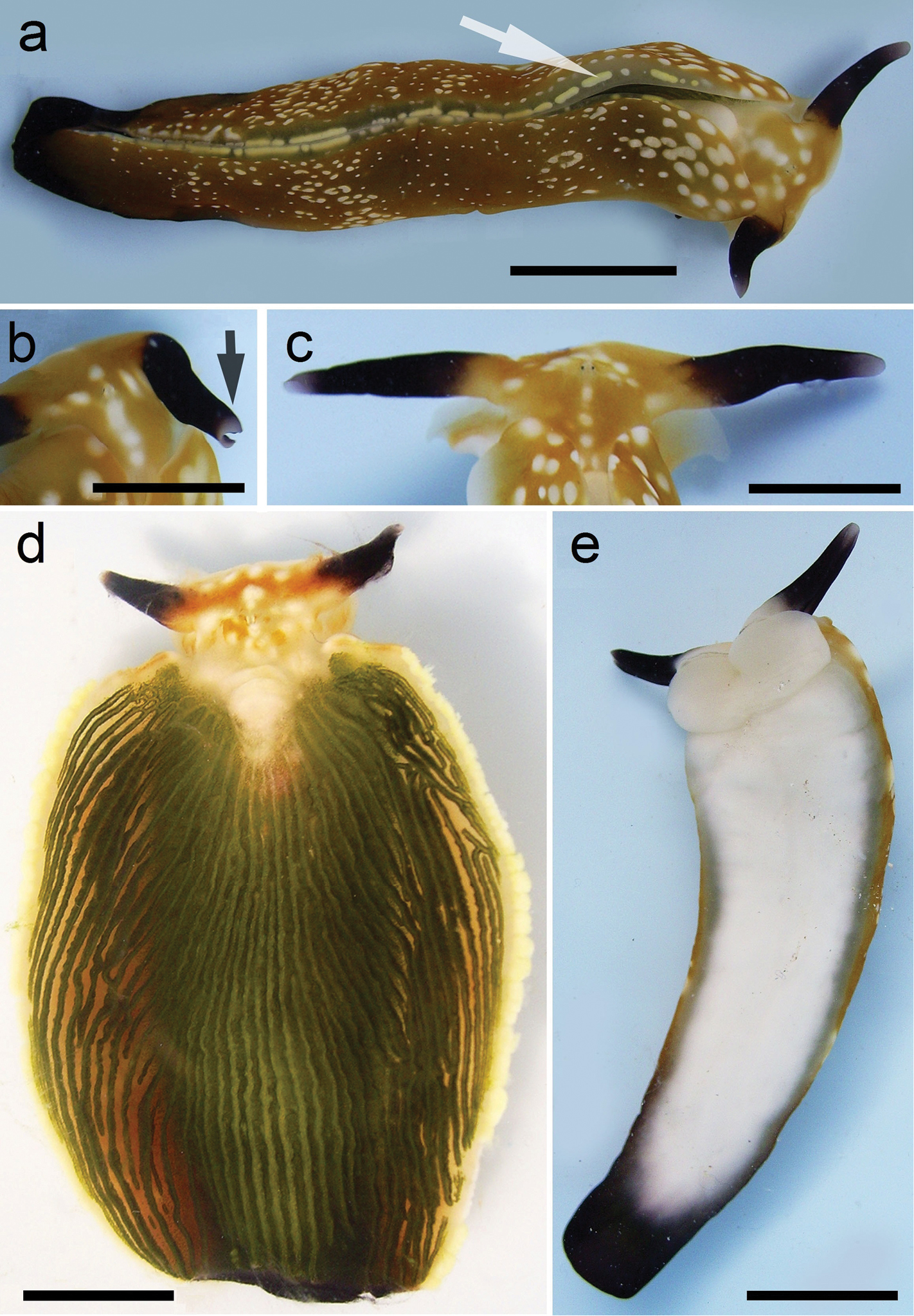
Phần lưng ở đốt ngực côn trùng gọi là notum. Trong hình minh hoạ: a = phần notum gồ lên trên mặt lưng cơ thể; b = mặt lưng với chi tiết nhìn nghiêng; c = đầu với xúc tu; d = dưới notum có các tuyến; e = mặt bụng. (Thanh tỷ lệ: a, d, e = 10 mm; b, c = 5 mm).

Như ở Sên biển là động vật thân mềm nhóm chân bụng sống không có vỏ, thuộc bộ Nudibranchia. Bề mặt lưng của được gọi là notum (xem hình bên).